# نهر زرافشان

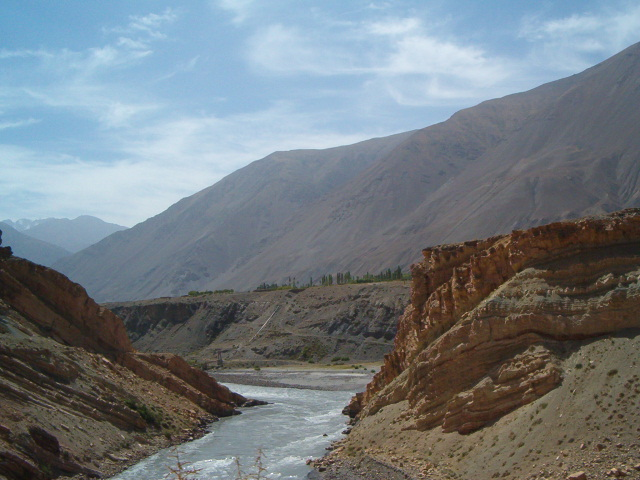
نهر زرافشان في طاجيكستان.

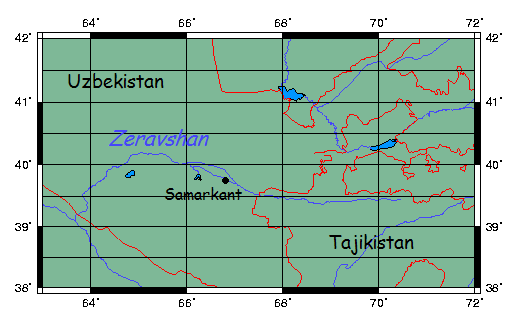
موقع نهر زرافشان في آسيا الوسطى.

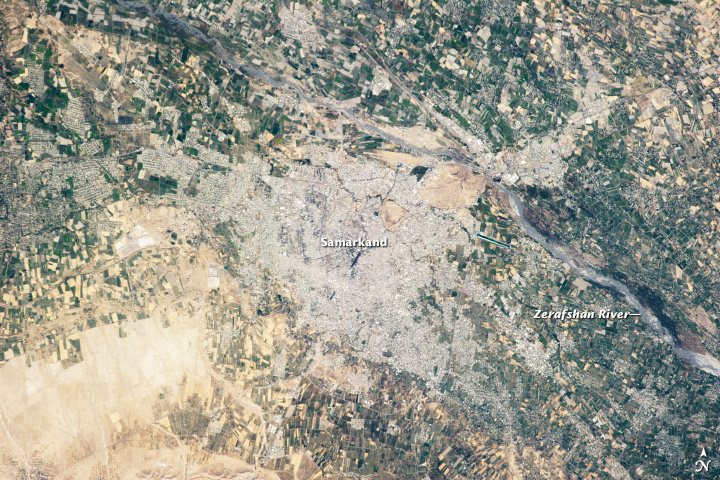
نهر زرافشان و سمرقند من الفضاء.

نهر زرافشان ويعني اسمه بالفارسية ناثر الذهب وكان يسمى سابقاً نهر الصغد هو أحد أنهار آسيا الوسطى. يبدأ من جبال بامير (39°30′N 70°35′E / 39.500°N 70.583°E) في طاجيكستان ويجري غرباً نحو 300 كم ويمر من بنجكنت قبل أن يدخل أوزبكستان (39°32′N 67°27′E / 39.533°N 67.450°E) ويتحول مجراه نحو الشمال الغربي ليمر من مدينة سمرقند ثم يتحول مجراه نحو الجنوب الغربي ليمر من مدينة بخارى ويتلاشى بعدها بالقرب من قرة قول دون أن يصل إلى نهر جيحون والذي كان يعتبر سابقاً أحد روافده.

## وصلات خارجية
- نزهة المشتاق في اختراق الآفاق - الإقليم الثالث ص160